# キルギス社会民主党
キルギス社会民主党（キルギスしゃかいみんしゅとう）は、キルギス共和国の政党である。アルマズベク・アタンバエフにより結成された。キルギスタン社会民主党と呼ばれることもある。

## 概要
1993年、アタンバエフにより創設。1994年12月16日、法務省に登録。社会民主党はアスカル・アカエフ政権と対立し、党首アタンバエフは、2000年の大統領選挙に出馬したが落選している。
2005年のチューリップ革命において、アカエフ政権崩壊の引き金となる3月24日の集会を組織した。その後、アタンバエフは、大統領候補に推薦されたが、クルマンベク・バキエフとフェリックス・クロフの二頭体制確立のために出馬を取りやめた。2006年頃からバキエフ政権と対立するようになり、同年4月、「キルギスタンの改革のための」運動を組織した。
2007年3月29日～11月27日、アタンバエフは首相代行、首相を務めた。
2008年12月24日から「統合国民運動」に加わり、同年9月9日、アタンバエフが同運動の議長に選出された。
2010年キルギス騒乱時には、ローザ・オトゥンバエヴァを首班とする臨時政府に加わり、党首のアタンバエフは、副首相に就任した。2011年の大統領選挙において当選を果たし、同年12月1日に就任した。

## 組織
20名から成る政治会議が存在する。参加組織に婦人部門と青年部門が存在する。

## 歴代党首
- アルマズベク・アタンバエフ（1993年 -）